# 롯타라 롯타라
〈롯타라 롯타라〉(일본어: ロッタラ ロッタラ)는 Buono!의 5번째 싱글이다. 2008년 11월 12일 발매되었고 유통사는 포니 캐년이다.

## 개요
첫회 한정반은 DVD+CD, 통상반은 CD뿐이다. 또, 첫회 한정판과 통상판 첫회 생산분에는 이벤트 참가 추첨 일련 번호 카드와 Buono! 오리지널 트레이딩 카드(첫회와 통상은 다른 그림)가 들어있다.
제목과 가사에 사용되고 있는 "롯타라"라는 단어는 레드 체플린의 노래 〈Whole Lotta Love〉에서 유래되었다(가사에도 "가슴 가득한 사랑을(으로)"이라는 구절이 사용되었다.).
기본 리드 보컬은 츠구나가 모모코이지만, 세 사람 각자 리드 보컬이 되는 부분이 있다.
DVD 수록 내용은, PV·자켓 촬영 메이킹 Part.1.

## 수록곡
1. 롯타라 롯타라(ロッタラ ロッタラ)
 (작사：이와사토 유호　작곡：이노우에 신지로　편곡：니시카와 스스무)
《캐릭캐릭 체인지》의 닫는 곡(2008년 10월 ~ 2009년 1월)
2. 마이 러브(マイラブ 마이라부[*])
 (작사：이와사토 유호　작곡·편곡：이노우에 신지로)
3. 롯타라 롯타라(ロッタラ ロッタラ) (Instrumental)
4. 마이 러브(マイラブ) (Instrumental)